# Панама на літніх Олімпійських іграх 2016
Панама на літніх Олімпійських іграх 2016 буде представлена 10 спортсменами в 7 видах спорту. Жодної медалі олімпійці Панами не завоювали.

## Спортсмени
| Дисципліна     | Чоловіки | Жінки | Разом |
| -------------- | -------- | ----- | ----- |
| Легка атлетика | 2        | 1     | 3     |
| Бокс           | 0        | 1     | 1     |
| Фехтування     | 0        | 1     | 1     |
| Гімнастика     | 0        | 1     | 1     |
| Стрільба       | 1        | 0     | 1     |
| Плавання       | 1        | 1     | 2     |
| Тхеквондо      | 0        | 1     | 1     |
| Разом          | 4        | 6     | 10    |

## Легка атлетика
Легенда
- Note – для трекових дисциплін місце вказане лише для забігу, в якому взяв участь спортсмен
- Q = пройшов у наступне коло напряму
- q = пройшов у наступне коло за добором (для трекових дисциплін - найшвидші часи серед тих, хто не пройшов напряму; для технічних дисциплін - увійшов до визначеної кількості фіналістів за місцем якщо напряму пройшло менше спортсменів, ніж визначена кількість)
- NR = Національний рекорд
- N/A = Коло відсутнє у цій дисципліні
- Bye = спортсменові не потрібно змагатися у цьому колі

Трекові і шосейні дисципліни
| Спортсмен           | Дисципліна                            | Попередній забіг | Попередній забіг | Півфінал         | Півфінал         | Фінал            | Фінал            |
| Спортсмен           | Дисципліна                            | Результат        | Місце            | Результат        | Місце            | Результат        | Місце            |
| ------------------- | ------------------------------------- | ---------------- | ---------------- | ---------------- | ---------------- | ---------------- | ---------------- |
| Алонсо Едвард       | біг на 200 метрів (чоловіки)          | 20.19            | 1 Q              | 20.07            | 1 Q              | 20.23            | 7                |
| Хорхе Кастельбланко | марафонський біг (чоловіки)           | Н/Д              | Н/Д              | Н/Д              | Н/Д              | 2:39:25          | 135              |
| Іветт Льюїс         | біг на 100 метрів з бар'єрами (жінки) | 13.35            | 8                | Завершила виступ | Завершила виступ | Завершила виступ | Завершила виступ |

## Бокс
| Спортсмен    | Категорія        | 1/8 фіналу           | Чвертьфінали       | Півфінали          | Фінал              | Фінал            |
| Спортсмен    | Категорія        | Суперник Результат   | Суперник Результат | Суперник Результат | Суперник Результат | Місце            |
| ------------ | ---------------- | -------------------- | ------------------ | ------------------ | ------------------ | ---------------- |
| Атейна Білон | до 75 кг (жінки) | Бандейра (BRA) L 1–2 | Завершила виступ   | Завершила виступ   | Завершила виступ   | Завершила виступ |

## Фехтування
| Спортсмен    | Дисципліна             | 1/32 фіналу        | 1/16 фіналу          | 1/8 фіналу         | Чвертьфінал        | Півфінал           | Фінал / БМ         | Фінал / БМ       |
| Спортсмен    | Дисципліна             | Суперник Результат | Суперник Результат   | Суперник Результат | Суперник Результат | Суперник Результат | Суперник Результат | Місце            |
| ------------ | ---------------------- | ------------------ | -------------------- | ------------------ | ------------------ | ------------------ | ------------------ | ---------------- |
| Еілен Греньч | командна шабля (жінки) | Aoki (JPN) W 15–5  | Загуніс (USA) L 4–15 | Завершила виступ   | Завершила виступ   | Завершила виступ   | Завершила виступ   | Завершила виступ |

## Гімнастика

### Спортивна гімнастика
Жінки
| Спортсменка | Дисципліна | Кваліфікація           | Кваліфікація       | Кваліфікація | Кваліфікація | Кваліфікація | Кваліфікація | Фінал  | Фінал  | Фінал  | Фінал  | Фінал   | Фінал |                  |                  |                  |                  |                  |                  |
| Спортсменка | Дисципліна | Вправа                 | Вправа             | Вправа       | Вправа       | Загалом      | Місце        | Вправа | Вправа | Вправа | Вправа | Загалом | Місце |                  |                  |                  |                  |                  |                  |
| ----------- | ---------- | ---------------------- | ------------------ | ------------ | ------------ | ------------ | ------------ | ------ | ------ | ------ | ------ | ------- | ----- | ---------------- | ---------------- | ---------------- | ---------------- | ---------------- | ---------------- |
| Спортсменка | Дисципліна | Ізабелла Амадо Медрано | Абсолютна першість | 13.900       | 12.733       | Загалом      | Місце        | 13.333 | 12.866 | 52.832 | 44     | Загалом | Місце | Завершила виступ | Завершила виступ | Завершила виступ | Завершила виступ | Завершила виступ | Завершила виступ |

## Стрільба
| Спортсмен    | Дисципліна                                  | Кваліфікація | Кваліфікація | Фінал           | Фінал           |
| Спортсмен    | Дисципліна                                  | Очки         | Місце        | Очки            | Місце           |
| ------------ | ------------------------------------------- | ------------ | ------------ | --------------- | --------------- |
| Давид Муньос | пневматичний пістолет, 10 метрів (чоловіки) | 563          | 46           | Завершив виступ | Завершив виступ |
| Давид Муньос | пістолет, 50 метрів (чоловіки)              | 528          | 40           | Завершив виступ | Завершив виступ |

Пояснення до кваліфікації: Q = Пройшов у наступне коло; q = Кваліфікувався щоб змагатись у поєдинку за бронзову медаль

## Плавання
| Спортсмен        | Дисципліна                    | Попередній заплив | Попередній заплив | Півфінал         | Півфінал         | Фінал            | Фінал            |
| Спортсмен        | Дисципліна                    | Час               | Місце             | Час              | Місце            | Час              | Місце            |
| ---------------- | ----------------------------- | ----------------- | ----------------- | ---------------- | ---------------- | ---------------- | ---------------- |
| Едгар Креспо     | 100 метрів брасом (чоловіки)  | 1:02.78           | 41                | Завершив виступ  | Завершив виступ  | Завершив виступ  | Завершив виступ  |
| Марія Фар Нуньєс | 200 метрів батерфляєм (жінки) | 2:23.89           | 27                | Завершила виступ | Завершила виступ | Завершила виступ | Завершила виступ |

## Тхеквондо
| Спортсмен         | Категорія        | 1/8 фіналу               | Чвертьфінали       | Півфінали          | Втішний поєдинок   | Фінал / БМ         | Фінал / БМ       |
| Спортсмен         | Категорія        | Суперник Результат       | Суперник Результат | Суперник Результат | Суперник Результат | Суперник Результат | Місце            |
| ----------------- | ---------------- | ------------------------ | ------------------ | ------------------ | ------------------ | ------------------ | ---------------- |
| Каролена Карстенс | до 57 кг (жінки) | Асемані (BEL) L 1–13 PTG | Завершила виступ   | Завершила виступ   | Завершила виступ   | Завершила виступ   | Завершила виступ |